# Lorent Saleh
Lorent Enrique Gómez Saleh (San Cristóbal, Táchira, 22 de julio de 1988) es un activista venezolano y fundador de la ONG Operación Libertad. Desde 2011, Saleh participó en varias actividades en defensa de los derechos humanos y fue detenido repetidamente por las autoridades venezolanas. En 2014 fue deportado de Colombia y entregado a funcionarios del Servicio Bolivariano de Inteligencia Nacional (SEBIN). Hasta el 12 de octubre de 2018 se encontraba detenido en La Tumba, en Plaza Venezuela, y antes sus audiencias habían sido postergadas 52 veces. El 12 de octubre de 2018 fue liberado por las autoridades venezolanas y desterrado a España, a donde llegó al día siguiente tras aterrizar en el Aeropuerto de Madrid-Barajas.

## Biografía

### Activismo
En 2009 Saleh conforma una plataforma junto a otros jóvenes que realiza giras a nivel nacional de oposición al gobierno del presidente Hugo Chávez. En febrero de 2011 inicia una huelga de hambre frente a la sede de la Organización de Estados Americanos (OEA) en Caracas con otros 13 jóvenes como coordinador nacional de la organización Juventud Activa Venezuela Unida (JAVU) exigiendo la liberación de Biagio Pilieri, José Sánchez Mazuco y la jueza María Lourdes Afiuni, entre otras personas consideradas como presos políticos, y pidiéndole al secretario general José Miguel Insulza que fuese «más contundente frente a los crímenes del gobierno». Saleh fue acusado el mismo año del delito de divulgación de información falsa que causa zozobra junto con Gabriel Valles Sguerzi, otro activista estudiantil, cuando fueron detenidos con resorteras y otros materiales para utilizar durante las protestas y con carteles en los que señalaban al entonces presidente Hugo Chávez de mentir sobre sus promesas electorales.
El 2 de mayo de 2011 efectivos de la Guardia Nacional Bolivariana dispararon perdigones a algunos manifestantes y desalojaron a varios jóvenes, incluyendo a Saleh, que se habían encadenado a las puertas del Circuito Judicial de Barinas para exigir la libertad de Delfín Parra Gómez, un militar procesado por presunta corrupción en el Central Agroindustrial Azucarero «Ezequiel Zamora» (Caeez) y a quien los jóvenes consideraban un preso político. Saleh fue golpeado fuertemente y detenido, y a raíz del evento se le abrió procedimiento judicial por los presuntos delitos de resistencia a la autoridad, lesiones tipo básicas y ultraje violento contra funcionario público. Su madre, Yamileth Saleh, también fue imputada durante la audiencia de presentación. A principios de julio de 2011 Saleh es detenido por una camioneta del Servicio Bolivariano de Inteligencia Nacional (SEBIN) mientras llegaba a una protesta pacífica en la avenida Urdaneta, en Caracas. Fue liberado horas después. En diciembre es detenido nuevamente por sujetos no identificados tras aterrizar en el aeropuerto de Santo Domingo, estado Táchira.

En 2012 Operación Libertad inicia una campaña internacional en rechazo a la salida de Venezuela del Sistema Interamericano de Derechos Humanos. Saleh fue golpeado por efectivos militares mientras participaba en una protesta en la Universidad de Los Andes. Días después, en enero de 2013, cuando intentaba viajar a Costa Rica, autoridades del aeropuerto de Valencia le impidieron abordar el avión y le anularon el pasaporte. A finales de julio, Saleh participó como uno de los oradores principales en el lanzamiento de la Alianza Nacionalista por la Libertad en Colombia, un movimiento político que se autodefine como «nacionalista identitario», además de «antisionista, anticapitalista y anticomunista». Ante estos señalamientos, Saleh declaró meses después en entrevista con El Espectador:
«Soy latinoamericano, de familia palestina. No puedo creer en posturas nazis, neonazis, o radicales de ningún tipo. No soy neonazi ni creo en gobiernos militaristas».
En febrero de 2014, Saleh inicia una campaña internacional para denunciar las violaciones de derechos humanos durante las protestas estudiantiles en Venezuela de 2014. En Costa Rica consigue la atención del Congreso, de miembros de la Iglesia y de figuras importantes del país, y en Colombia, comienza a fortalecer su acercamiento con el uribismo y el Movimiento de Restauración Nacional. El 19 de febrero de 2014, siete días después del inicio de las protestas, con la muerte de tres personas en Caracas y la entrega de Leopoldo López a las autoridades venezolanas, Saleh viaja nuevamente a Colombia, donde fue recibido en el aeropuerto El Dorado en Bogotá por políticos conservadores como José Jaime Uscátegui. El 2 de mayo el ministro de Relaciones Interiores, Miguel Rodríguez Torres, denunció que Henrique Salas Römer financiaba al grupo JAVU y leyó un supuesto documento con información confidencial fechado en 2011, sobre «campamentos de adiestramiento» realizados en Carabobo por ese grupo en la finca del diputado de Freddy Curupe, en el que menciona a Saleh. El 27 de agosto de 2014, Saleh inicia estudios en la Escuela Superior de Guerra en Colombia.

### Deportación y detención en La Tumba
El 4 de septiembre de 2014, Saleh avisó a varias amistades que había un carro sospechoso circulando por su residencia en Bogotá. Horas más tarde fue detenido en un operativo que Migración Colombia justificó en un decreto que señala la deportación de extranjeros cuando representen una amenaza contra la seguridad nacional o si son solicitados por las autoridades de otros países. El mismo día fue entregado a funcionarios SEBIN en San Cristóbal y de la oficina de Migración de San Antonio del Táchira. Al llegar a Venezuela, Saleh fue acusado de otros tres delitos por haber falsificado, mientras trabajaba para el servicio de extranjería venezolano SAIME, documentos de identidad para ciudadanos colombianos para que participaran en manifestaciones en Venezuela. Su familia y su abogado declararon que Saleh nunca había trabajado para el servicio de extranjería ni para ninguna otra oficina del gobierno venezolano. En varias intervenciones televisivas, dirigentes oficialistas han acusado a Saleh de tener vínculos con paramilitares colombianos y con el expresidente Álvaro Uribe, y de planear actividades golpistas y terroristas en Venezuela, pero estas acusaciones no constan en su expediente judicial.
El 2 de marzo de 2015 la Comisión Interamericana de Derechos Humanos (CIDH) dictó medidas cautelares de protección en la resolución 6/2015 a favor de Lorent Saleh y Gerardo Carrero como respuesta a la solicitud hecha el 8 de julio de 2013 por Tamara Sujú en nombre del Foro Penal Venezolano, en la que pidió al organismo que requiera al gobierno venezolano la protección de la vida e integridad personal de Saleh y, más adelante dentro del procedimiento, también la protección de Carrero por la violación de sus derechos humanos. El documento de la CIDH reseña que Saleh y Guerrero «estarían ubicados en un sótano (cinco pisos bajo tierra), conocido como ‘La Tumba’, del edificio que funciona como sede principal del Servicio Bolivariano de Inteligencia Nacional (SEBIN)», donde son sometidos a un «aislamiento prolongado sin contacto con otras personas, en un espacio confinado de 2×3 metros, con cámaras de vídeo y micrófonos en cada una de sus celdas, sin acceso a la luz del sol o al aire libre», y que los dos presos denunciaron que padecen “crisis nerviosas, problemas estomacales, diarrea, vómitos, espasmos, dolores en articulaciones, dolores de cabeza, dermatitis, ataques de pánico, trastornos musculares y desorientación temporal» sin «presuntamente recibir atención médica adecuada». La Comisión consideró que los estudiantes «se encuentran en una situación de gravedad y urgencia, puesto que sus vidas e integridad personal estarían en riesgo», y de acuerdo con el artículo 25 de Reglamento de la CIDH el organismo le pidió al gobierno venezolano que adoptara las medidas necesarias para preservar la vida y la integridad personal de los detenidos, particularmente proporcionar la atención médica adecuada de acuerdo con las condiciones de sus patologías, y que asegurara que sus condiciones de detención se adecuaran a estándares internacionales, tomando en consideración su estado de salud actual. El 20 de abril de 2015, Saleh intentó suicidarse en su celda. Su abogado denunció que para entonces no había recibido respuesta por parte del Ministerio Público sobre la solicitud de realizarle evaluaciones psiquiátricas a Saleh y a Gabriel Valles.

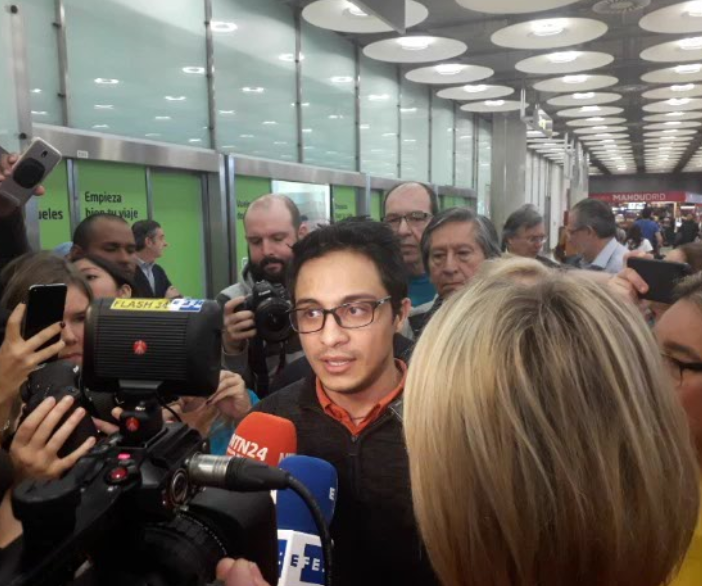
Saleh siendo recibido por venezolanos en Madrid en el Aeropuerto de Madrid-Barajas en octubre de 2018.

En 2017, Saleh fue uno de los ocho venezolanos premiados con el premio Sájarov por el Parlamento Europeo, siendo uno de los representantes de los presos políticos enumerados por el Foro Penal Venezolano. En noviembre, después del diferimiento de la audiencia preliminar de Lorent 42 veces, sus familiares le solicitaron su libertad inmediata al fiscal general designado por la Asamblea Nacional Constituyente, Tarek William Saab, explicando que de no iniciarse un juicio luego de dos años de la aprehensión el imputado debe ser puesto en libertad inmediatamente. Para el 4 de septiembre de 2018, su audiencia había sido diferido 52 veces.

### Liberación y destierro
El 12 de octubre de 2018, Saleh fue liberado, bajo la figura de destierro, figura que no existe en las leyes de la República Bolivariana de Venezuela, supuestamente para evitar que se suicidara. Llegó al aeropuerto de Madrid-Barajas el sábado 13 de octubre del año 2018 a las 10:15 de la mañana.[cita requerida]
El 22 de enero de 2024, la justicia colombiana condenó al Estado colombiano por expulsar irregularmente a Lorent en 2014, sentenciando que debía pagar 195 millones de pesos por los perjuicios morales y materiales causados a Lorent Saleh y a su madre.